# 迪威普
南京迪威普光电技术股份有限公司（新三板：834406，简称：迪威普），是一家在中国新三板挂牌的上市公司，主要从事光电通信产品的研发、生产和销售。公司总部位于江苏省南京市，现任董事长为徐道坤。
公司成立于2003年2月20日，2015年11月25日在新三板挂牌上市，证券简称“迪威普”，主办券商为华泰证券。
2020年，公司实现营业收入4948.25万元，同比增长84.76%；实现净利润1176.89万元，同比增长359.44%。
2022年，公司实现营业收入2335.82万元，同比下降56.70%；实现净利润278.21万元，同比下降78.06%。